# وو دان (بازیکن والیبال)
وو دان (انگلیسی: Wu Dan؛ زادهٔ ۱۳ ژانویهٔ ۱۹۶۸) ورزشکار والیبال اهل چین است.
وی در مسابقات کشوری و بین‌المللی در مجموع برندهٔ ۲ مدال طلا، ۲ مدال نقره، ۲ مدال برنز شده‌است.